# Корма (сузір'я)

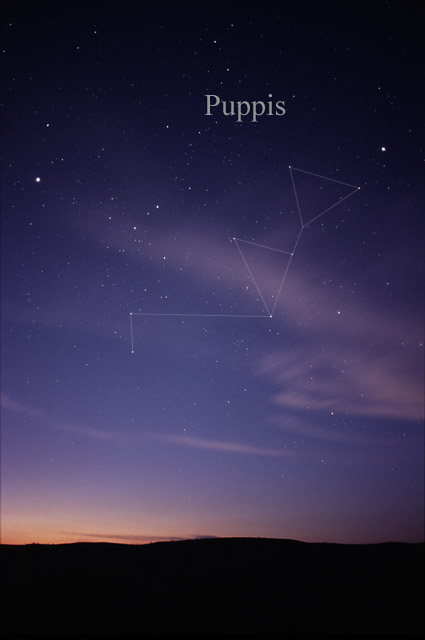
Корма неозброєним оком

Корма́ (лат. Puppis) — сузір'я південної півкулі неба. Містить 241 зорю, видиму неозброєним оком.

## Історія
Нове сузір'я. З давніх часів існувало сузір'я Корабель Арго, яке було в числі 48 сузір'їв, включених до каталогу зоряного неба Клавдія Птолемея Альмагест. За ініціативою Нікола Луї де Лакайля сузір'я Корабель Арго було розділене на три окремих сузір'я — Корма, Вітрила, Кіль.

## Помітні об'єкти у сузір'ї
- RX J0822-4300 — нейтронна зоря, яка має найбільшу серед відомих зірок швидкість руху — 4,7 млн км./год.
- Протопланетарна туманність Тухле Яйце, яка утворюється завдяки скиданню оболонок червоного гіганта OH231.8+4.2.
- Тилос — екзопланета у зорі WASP-121.